# Мирдита (община Гостивар)
Мирдита (на македонска литературна норма: Мирдита; на албански: Mirëdita) е село в Северна Македония, в Община Гостивар.

## География
Селото е разположено в областта Горни Полог югозападно от град Гостивар на десния бряг на Вардар.

## История
В 2014 година името на селото е променено от Мердита към Мирдита.